# 오늘도 평화로운 중고나라
오늘도 평화로운 중고나라(Another Peaceful Day of Second-Hand Items)는 대한민국의 웹 시리즈이다. KODA(Korea Drama Producers Association)가 제작했으며 2021년 1월 21일부로 네이버 TV 캐스트와 V LIVE를 통해 방영이 예정됐다. 구구단의 하나, 이가은, 강태주가 주연을 맡았다.

## 줄거리
이 드라마는 온라인에서 중고물품을 사고파는 사람들의 이야기를 그린다. 오랫동안 사귄 남자친구에게 버림받고 연애에서 자신을 '중고물'이라고 생각한 여자. 중고품의 가치를 깨닫게 해주는 남자를 만나면서 또 다른 사랑 이야기가 시작된다.

## 출연

### 주연
- 하나 - 신나라 역
- 이가은 - 이리아 역
- 강태주 - 윤은호 역